# Tibor Andrásfi
Tibor Andrásfi (Budapest, 10 dicembre 1999) è uno schermidore ungherese, specializzato nella spada.

## Carriera
Nel 2024 si è laureato campione olimpico nella spada a squadre alle Olimpiadi di Parigi, assieme a Máté Koch, Dávid Nagy e Gergely Siklósi, sconfiggendo in finale il Giappone per 26-25, mentre ha concluso al quarto posto la prova individuale.

## Palmarès
- Giochi olimpici

Parigi 2024: oro nella spada a squadre.
- Mondiali

Tbilisi 2025: argento nella spada a squadre.
- Europei

Basilea 2024: bronzo nella spada a squadre.
Cracovia 2023: oro nella spada a squadre.
- Giochi europei

Cracovia 2023: oro nella spada a squadre.
- Mondiali giovanili

Toruń 2019: oro nella spada a squadre.
Verona 2018: oro nella spada a squadre.
Plovdiv 2017: bronzo nella spada a squadre.
- Europei juniores

Soči 2018: oro nella spada a squadre.
Plovdiv 2017: bronzo nella spada a squadre.
- Europei cadetti

Novi Sad 2016: oro nella spada a squadre.
Maribor 2015: bronzo nella spada a squadre.